# 小行星85197
小行星85197（85197 Ginkgo）是一颗绕太阳运转的小行星，为主小行星带小行星。该小行星于1991年10月5日发现。
該小行星以銀杏屬的學名命名。

## 轨道参数
小行星85197的轨道半长轴为2.1922946 UA，离心率为0.154。